# Hyacinthe Roger-Duprat
Hyacinthe Roger-Duprat, né le 20 novembre 1732 à Metz, mort dans la même ville le 17 juin 1806, est un général de la Révolution française.

## Biographie
Il entre en service le 9 octobre 1742, comme lieutenant en second au régiment de Touraine-infanterie, enseigne le 19 août 1743, il sert en Flandre de 1743 à 1748. Il est nommé lieutenant le 20 avril 1744, et capitaine le 15 septembre 1747. Capitaine en second lors de la réforme de 1748, il sert en Hanovre de 1757 à 1762. 
Replacé dans une compagnie le 22 mars 1758, il est fait chevalier de Saint-Louis la même année. Il est blessé grièvement de plusieurs coups de sabre à la bataille de Minden le 1er août 1759, et il devient aide-major le 14 février 1761. Passé dans une compagnie de nouvelle formation en 1763, il entre au service du roi de Prusse en 1768, avant de rejoindre la Pologne en 1771. 
Autorisé à rentrer en France en 1772, il obtient une gratification de 800 livres le 6 février 1773, puis un brevet de major en même temps qu'une pension de retraite de 1 080 livres le 31 janvier 1774.
Il reprend du service le 18 août 1791, comme lieutenant-colonel commandant le 3e bataillon de volontaires de la Moselle, et il est affecté le 14 janvier 1793, en tant que colonel au 20e régiment d’infanterie. Ayant donné pleine satisfaction à ce poste, il est promu général de brigade le 24 juin 1793, par le représentant aux armées des Pyrénées-Occidentales. Il s'illustre contre les Espagnols durant les combats de Bera. Peu après, le 13 décembre 1793, il est promu général de division. 
Dans la confusion qui règne sous la Terreur, il est déchu de son rang le 14 avril 1794. Mais dès le 7 décembre 1795, il est de nommé chef de brigade à la 42e demi-brigade de bataille. Remplacé le 1er avril 1796, il est mis en congé de réforme et placé à la suite du 4e régiment d'infanterie de ligne le 10 juin 1799. Il est admis à la retraite le 9 août 1802.